# Katarzyna Rogowiec
Katarzyna Rogowiec, née le 14 octobre 1977 à Rabka-Zdrój, est une biathlète et fondeuse handisport polonaise, championne paralympique aux Jeux de 2006.

## Palmarès

### Jeux paralympiques d'hiver
- Jeux paralympiques d'hiver de 2010
  -  Médaille de bronze sur 15 km libre en ski de fond (debout)
  - 4e en biathlon 12,5 km
  - 5e en biathlon 7,5 km poursuite
  - 6e en biathlon relai féminin
- Jeux paralympiques d'hiver de 2006
  -  Médaille d'or sur 5 km libre, en ski de fond libre (debout)
  -  Médaille d'or sur 15 km classique, en ski de fond (debout)
  - 4e sur 10 km classique, en ski de fond (debout)
  - 4e en biathlon poursuite 7,5 km 3 km
  - 6e en biathlon 12,5 km
  - 6e en biathlon relai féminin
- Jeux paralympiques d'hiver de 2002
  - 4e sur 5 km classique, en ski de fond